# 切列波瓦
49°30′30″N 26°52′37″E / 49.50833°N 26.87694°E
切雷波瓦（烏克蘭語：Черепова）是位於烏克蘭西部的村莊，由赫梅利尼茨基州裡赫梅利尼茨基區的赫梅利尼茨基市鎮負責管轄。該村面積0.11平方公里，海拔高度307米，2001年人口431，人口密度每平方公里3,814.2人。